# NGC 2734
NGC 2734 is een elliptisch sterrenstelsel in het sterrenbeeld Kreeft. Het hemelobject werd op 28 maart 1864 ontdekt door de Duitse astronoom Albert Marth.

## Ecliptica
Het stelsel NGC 2734 bevindt zich betrekkelijk dicht bij de Ecliptica, hetgeen betekent dat het, vanaf de Aarde gezien, regelmatig bezoek krijgt van de planeten van het Zonnestelsel, alsook bedekt kan worden door de Maan.

## Synoniemen
- NPM1G +17.0238
- PGC 25413